# Commission intérimaire pour la reconstruction d'Haïti
La Commission intérimaire pour la reconstruction d'Haïti est une agence ayant pour but de coordonner les projets et les fonds de reconstructions entre les différents bailleurs et le gouvernement haïtien après le séisme de 2010 à Haïti,. Elle était coprésidée par Bill Clinton et Jean-Max Bellerive. Son mandat a pris fin le 21 octobre 2011, après 18 mois de fonctionnement,.